# Montserrat Diéguez Fernández
Montserrat Diéguez Fernández (Tarragona) és catedràtica de Química inorgànica, membre del grup de recerca dels organometàl·lics i Catàlisi Homogènia.
Va estudiar Química a la Universitat Rovira i Virgili on es va doctorar el 1997. Va continuar amb un postdoctoral a la Universitat Yale. L'any 2011 va esdevindre professora de Química Inorgànica a la Universitat Rovira i Virgili. Ha participat en projectes de recerca en el camp de la química organometàl·lica, síntesi estereoselectiva, catàlisi asimètrica i metal·loenzims.

## Reconeixement
- Distinció de la Generalitat de Catalunya per a la Promoció de la Recerca Universitària el 2004
- Beca d'Intensificació de recerca a la Universitat Rovira i Virgili el 2008[1][2]
- Premi ICREA Acadèmia els anys 2009 i 2015.[3]